# Ключ 86
Ключ 86 (трад. и упр. 火, 灬) — ключ Канси со значением «огонь»; один из 34, состоящих из четырёх штрихов.
В словаре Канси есть 639 символов (из 49 030), которые можно найти c этим радикалом.

## История
Основой современного иероглифа «огонь», «пламя», «свет», «пожар» послужила древняя идеограмма, на которой древние китайцы изобразили языки пламени костра или огонь, извергающийся из жерла вулкана.
В современном начертании иероглиф похож на бегущего (от пожара) человека.
В китайской философии У-син «Пять Фраз» 火 представляет собой элемент Огня.
В китайской философии Ба-гуа «восемь триграмм» 火 «Огонь» является стихией триграммы ☲ — 離 —  Lí.
(См. Космогенез в китайской философии)
Это сильный ключевой знак. В иероглифах он может также выглядеть в виде четырёх точек 灬 в нижней части знака.

Техника написания
Техника написания
Вид в Цзиньвэнь
Вид в Цзягувэнь
Вид в Цзянбо
Вид в большой печати Чжуаньшу
Вид в малой печати Чжуаньшу

В словарях находится под номером 86.

## Примеры иероглифов
| Доп. штрихи | Иероглифы |
| ----------- | --- |
| 0           | 火 灬 |
| 1           | 灭 |
| 2           | 㶡㶢灮灯灰灱灲灳炇𤆈 |
| 3           | 㶣㶤㶥灺灻灼災灿灴灶灷灸灹 |
| 4           | 㶦㶧㶨㶩㶪𤆣𤆤𤆥𤆬𤆵𤆷𤆸𤆹𤆺𤆻炊炋炌炍炎炏炚炛炞炁炂炃炄炅炆炈炉炐炑炒炓炔炕炖炗炘炙 |
| 5           | 炭㶫㶬㶭㶮㶯㶰㶱㶲炠炡炢炣炤炥炦炧炨炩炪炫炬炭炮炯炰炱炲炳炴炵炶炷炸点為炻炽炾炿烀𤇆𤇊𤇌𤇍𤇢𤇣𤇤𤇥𤇦𤇧𤇨𤇩𤇪𤇮炟                                                                               |
| 6           | 㶳㶴㶵㶶㶷㶸烄烅烆烇烈烉烊烋烌烍烎烏烐烑烒烓烔烕烖烗烘烙烚烛烜烝烞烟烠烡烢烣烤烥烩烪烫烬热烮𤇲𤇳𤇼𤇾𤈛𤈜𤈝𤈞𤈟𤈠𤈡𤈤烈烙                                                                       |
| 7           | 㶹㶺㶻㶼㶽㶾㶿㷀㷁烯烰烱烲烳烴烵烶烷烸烹烺烻烼烽烾烿焊焋焌焍焎焏𤈪𤉋𤉚𤉛𤉜焀焁焂焃焄焅焆焇焈焉焐焑焒焓焗𤉐𤉒𤉓𤉔𤉕𤉖𤉗𤉘𤉙𤉠                                                                   |
| 8           | 㷂㷃㷄㷅㷆㷇㷈㷉㷊㷋㷌㷍𤊠𤊡𤊢𤊣𤊤𤊥𤊦𤊧𤊨𤊩𤊪𤊫𤊬𤊭𤊰焚焛焜焝焞焟焪焫焬焭焮焯焺焻焼焽焾焿煮焔焙焠無焢焣焤焥焦焧焨焩焰焱焲焳焴焵然焷焸焹煀𤉶𤉷𤉸𤊄𤊒𤊓𤊕                                       |
| 9           | 煅㮡㷎㷏㷐㷑㷒㷓㷔㷕㷖㷗㷘㷙㷚㷛㷜㷝㷞𤊿𤋁𤋉𤋊𤋮𤋵𤋶𤋷𤋸𤋹𤋺𤋻𤋼𤋽𤋾𤋿煊煋煌煍煎煏煚煛煜煝煞煟煪煫煬煭煯煺煁煂煃煄煅煆煇煈煉煐煑煒煓煔煕煖煗煘煙煠煡煢煣煤煥煦照煨煩煰煱煲煳煴煵煶煷煸𤌀𤌄𤌅煉 |
| 10          | 㷟㷠㷡㷢㷣㷤㷥㷦㷧㷨㷩㷪熦蒸煻煼煽煾煿熊熋熌熍熎熏𤌋𤌍𤌚𤍊𤍋𤍌煹熀熁熂熃熄熅熆熇熈熉熐熑熒熓熔熕熖熗熘熙𤌣𤌴𤍃𤍄𤍅𤍆𤍇𤍈𤍉𤋮                                                                   |
| 11          | 熜㷫㷬㷭㷮㷯㷰㷱㷲黙龦龽熠熡熢熣熤熥熧熨熩熪熫熬熭熮熯熰熱熲熳熴熵𤏲熚熛熜熝熞熟𤎌𤎍𤎎𤎏𤎛𤎜𤍑𤍢𤍣𤍤𤍥𤍶𤎐𤎑𤎒𤎓𤎔𤎕𤎖                                                                         |
| 12          | 㷳㷴㷵㷶㷷㷸㷹㷺㷻㷼㷽熶熷熸熹熺熻熼熽熾熿燀燁燂燃燄燅燆燇燈燉燊燋燌燍燎燏燐燑燒燓燔燕燖燗燘燙燚燛燜燝燞𤎼𤎽𤏁𤏐𤏢𤏣𤏤𤏥𤏦𤏧𤏨𤏩𤏪𤏫𤏬𤏲                                                       |
| 13          | 㷾㷿㸀㸁㸂㸃營燠燡燢燣燤燥燦燧燨燩燪燫燬燭燮燯燰燱燲燳燴燵燶燷𤏸𤐚𤐛𤐜𤐝𤐄𤐓𤐠𤐡 |
| 14          | 㸄㸅燸燹燺燻燼燽燾燿𦦨𤑍爀爁爂爃𤐵𤐶𤑈𤑉 |
| 15          | 㸆㸇㸉爊爌爍爎𤑚𤑛𤑟𤑫𤑬𤑭𤑮𤑯爄爅爆爇爈爉爕 |
| 16          | 㸊㸋㸌㸈𤒠爋爏𤒚𤒛𤒟爐爑爒爓爔爖爗爘𤑳𤒇𤒈𤒘𤒙 |
| 17          | 㸍𤒢𤒦𤒲𤒴𤒹爚爛爙 |
| 18          | 㸎𤓆𤓇爜爝爞爟爠 |
| 19          | 㸏㸐𤒼𤓎𤓓𤓖爡爢 |
| 20          | 𤓛爣 |
| 21          | 𤓢爤爥爦䶴 |
| 22          | 㸑 |
| 23          | 𤓩 |
| 24          | 爧 |
| 25          | 爨 |
| 28          | 爧 |
| 29          | 爩 |

- Примечание: Ваш браузер может отображать иероглифы неправильно.